# Chiesa dei Santi Gervaso e Protaso (Graglio)
La chiesa dei Santi Gervaso e Protaso è un edificio religioso di Graglio, di cui era la parrocchiale, località del comune di Maccagno con Pino e Veddasca, in provincia di Varese ed arcidiocesi di Milano; fa parte del decanato di Luino.

## Storia
Non esistono prove scritte relative all'esistenza di una chiesa medievale a Graglio. La prima menzione risale infatti alla visita dell'arcivescovo Gabriele Sforza del 1455. È tuttavia possibile supporre che all'inizio del XIII secolo fosse presente qui una chiesa, in quanto la comunità locale era tenuta a rispettare alcuni obblighi verso Cannobio, allora capo pieve. Graglio era inoltre il borgo più popoloso della valle (dopo Armio) e difficilmente i gragliesi potevano spostarsi per le funzioni religiose verso la chiesa di Cadero, risalente al XII secolo, la più vicina a Graglio, ma comunque distante più di un chilometro e raggiungibile solo attraverso ripidi sentieri nel bosco.
Le visite pastorali del XVI secolo lasciano intendere che la chiesa dell'epoca era frutto di sostanziali ricostruzioni avvenute tra il XIV e il XV secolo: si trattava di un edificio con unica navata con tetto a vista e una cappella a pianta quadrata coperta a volta. La chiesa era orientata sull'asse est-ovest, con l'ingresso verso oriente, ovvero ruotata di circa 45° rispetto alla chiesa odierna. L'abside era decorato con raffigurazioni sacre e un Ciclo dei mesi. Era già presente il battistero. Questo edificio fu consacrato il 23 aprile 1526 dal vescovo Francesco Landino, ausiliario dell'arcivescovo Ippolito d'Este.
La crescita della popolazione del borgo portò alla necessità di ampliare la chiesa: nel 1561 fu quindi iniziata la costruzione di una navata laterale. Carlo Borromeo visitò la chiesa nel 1574, ma nel 1578 ancora i lavori non erano vicini alla conclusione. Con l'arrivo di Federico Borromeo la nuova navata fu dotata di una porta d'ingresso sulla facciata principale.
L'antico corpo della chiesa presentava un solo altare laterale dedicato alla Madonna, sito sul lato sinistro dell'aula, vicino al battistero. Nel 1596 l'altare risultava spostato sulla testata della navata laterale da poco ultimata. La cappella che prima ospitava l'altare fu infatti occupata da un altare dedicato alla Madonna e ai santi Rocco e Sebastiano, con molta probabilità a causa della peste di San Carlo che colpì la valle nel 1577 (Rocco e Sebastiano erano popolarmente invocati contro le pestilenze).
Per quasi un secolo la chiesa rimase inalterata. Fanno eccezione le volte della navata principale, di cui si trova testimonianza nel 1683, e un nuovo altare dedicato a Sant'Antonio da Padova. A questi interventi prese parte anche l'architetto Carlo Buzzi, capo della Veneranda Fabbrica del Duomo di Milano. In questo periodo fu anche aggiunta la sagrestia coperta con volte nervate.
Nel marzo 1688 i parrocchiani di Graglio prestarono giuramento davanti a un notaio per prestare opera gratuita per la ricostruzione della chiesa. La chiesa fu ultimata nel 1701, anno della sua nuova consacrazione. Rimaneva ancora incompiuta la facciata, ma comunque la chiesa riuscì ad ottenere l'autonomia parrocchiale nel 1739. Negli anni successivi furono apportate diverse migliorie e completamenti. Nel 1748 solo due dei quattro altare laterali furono messi a dimora nelle sei campate che scandiscono le pareti laterali della navata, come annotava il cardinale Giuseppe Pozzobonelli durante la sua visita pastorale. Nel 1790 iniziarono i lavori per il rialzo del campanile, affidati a Benedetto Stambucchi, perito di Graglio.
All'inizio del XIX secolo Giovanni Andrea Sartorio fece realizzare a sue spese una nuova cappella laterale e nel 1826 la provincia di Como lo autorizzò a celebrare regolari funzioni religiose presso il nuovo altare laterale (probabilmente quello che oggi è dedicato alla Madonna del Buon Consiglio, nella prima cappella a destra).
Nel 1840 fu realizzato da Carlo Argenti un tempietto in marmi policromi che venne posto a completamento dell'altare maggiore; vennero poi realizzate la nuova facciata, progettata dal geometra Angelo Marchelli (1869), e la decorazione interna della chiesa, curata da Eugenio Baroggi di Maccagno, che ultimò l'apparato decorativo nel 1893.
La volta della navata e le pareti interne furono decorate nuovamente nel 1940 da Lindo Grassi.

## Architettura
La chiesa, che sorge appena fuori dall'abitato di Graglio, presenta oggi una pianta ad aula unica a tre campate scandite da coppie di lesene corinzie che sorreggono archi a tutto sesto. Lungo la parete sinistra si trovano tre cappelle: a partire dall'ingresso il battistero, la cappella del Crocifisso e quella della Madonna del Rosario. Sul fianco destro sono presenti invece due cappelle, in quanto la prima campata è cieca: la prima è dedicata alla Madonna del Buon Consiglio e la seconda alla Anime Purganti.
Il presbiterio si presenta con forma allungata, con un primo corpo rettilineo dove è collocato l'altare maggiore seguito da un'abside a terminazione rettilinea. Sul fianco occidentale è presente la sagrestia, raggiungibile da un accesso nel presbiterio.
La struttura è realizzata in pietrame e ciottoli legati con malta e le pareti estere sono intonacate. La copertura presenta un manto in tegole sorretto da un ordito in legno nascosto dalla sottostante volta a botte, "unghiata" in corrispondenza delle finestre a lunetta.